# میشل پتروچیانی
میشل پتروچیانی (به فرانسوی: Michel Petrucciani) (زاده۲۸ دسامبر ۱۹۶۲ - درگذشته ۶ ژانویه ۱۹۹۹) موسیقیدان و نوازنده فرانسوی پیانوی جاز بود.
او در اورانژ به دنیا آمد و دچار بیماری نقص استخوان مادرزاد بود. از کودکی زیر نظر پدرش نواختن پیانو را آموخت. آموزش او نخست در زمینه موسیقی کلاسیک بود اما بعدها به جاز روی آورد و تا پایان زندگی با بسیاری از بزرگان جاز نواخت.
در سال ۱۹۸۲ به آمریکا رفت و در آنجا اقامت کرد.
سبک نواختن او را از نظر حسی با بیل اونس و کیت جرت و از نظر مهارت با اسکار پترسون مقایسه کرده‌اند.
او در بخش‌های بداهه نوازی گاهی در اوج متوقف می‌شد و سپس فرود می‌آمد. بیشتر نوازندگی می‌کرد تا تنظیم و هارمونیزاسیون و می‌گفت: «من وقتی می‌نوازم با روح و قلبم می‌نوازم»